# Die Reise ins Labyrinth
Die Reise ins Labyrinth ist ein Fantasy-Abenteuerfilm, bei dem Rollen mit Animatronics (weiterentwickelte Muppet-Puppen) besetzt sind. Er wurde 1986 im Original unter dem Titel Labyrinth veröffentlicht. Der Film startete am 11. Dezember 1986 in den deutschen Kinos.

## Handlung
Sarah, eine 15-jährige Jugendliche, fühlt sich von ihrem Vater und ihrer Stiefmutter ungerecht behandelt und flüchtet sich in die Fantasiewelt eines Buches.
Eines Tages soll sie als Babysitterin für ihren kleinen Halbbruder Toby agieren. Da Toby quengelt und durch nichts zu beruhigen ist, ist Sarah sehr schnell mit der Situation überfordert, und sie wünscht sich impulsiv, dass Kobolde das Baby holen mögen – was dann prompt geschieht und sie kurz danach bereut. Das Baby Toby ist weg, dafür erscheint der Koboldkönig Jareth. Kein Bitten und Betteln kann helfen, ihn zu überreden, Toby zurückzugeben. Doch er lässt ihr 13 Stunden Zeit, um den Kleinen aus seinem von einem riesigen Labyrinth umgebenen Schloss zu befreien. Andernfalls wird Jareth Toby in einen Kobold verwandeln.
Der Weg zum Schloss „jenseits der realen Welt“ führt durch ein verzaubertes Labyrinth voller Gefahren, Wunder und seltsamer Wesen: sprechende Felsen, wilde Monster, helfende und sprechende Hände, rätselhafte Türen, verspielte Feuertrolle, hinterlistige Wurzelwichte und das „Moor des ewigen Gestanks“. Doch in diesem Labyrinth findet Sarah nicht nur Hindernisse, sondern auch neue Freunde, die ihr dabei helfen, die vielen Schwierigkeiten bei ihrer Rettungsaktion zu meistern.

## Hintergrund
- Der Film wurde von den Büchern von Maurice Sendak und Lewis Carroll inspiriert, die man zu Beginn in Sarahs Zimmer stehen sieht. Einige Szenen im Labyrinth sind an verschiedene Bilder von M. C. Escher angelehnt, ein Druck von Relativität hängt in Sarahs Zimmer.
- Die Produktion wurde von George Lucas ausgeführt; aus seiner Effektschmiede Industrial Light & Magic kamen auch die visuellen Effekte.
- In mehreren Szenen spielt der Koboldkönig Jareth mit einer oder mehreren Kristallkugeln. Die gezeigten Techniken sind einfache Elemente der Kontaktjonglage, und die Hand – die man in diesen Szenen sieht – gehört nicht David Bowie, sondern dem Performance-Künstler Michael Moschen.
- Der Film, der damals floppte, ist ein zeitloser Bestseller und hat mittlerweile eine große Fangemeinde. Das Buch Goblins of the Labyrinth (vom Designer Brian Froud) wurde zum 20-jährigen Jubiläum neu aufgelegt.
- An den Film angelehnt veröffentlichte Lucasfilm Games mit Labyrinth sein erstes Adventure, das eines der ersten komplexeren grafischen Adventurespiele überhaupt war.
- Während die instrumentale Filmmusik (Sarah, Hallucination, The Goblin Battle, Thirteen O’Clock, Home at Last) von Trevor Jones beigesteuert wurde, stammen die gesungenen Stücke von David Bowie (Underground, Magic Dance, Chilly Down, As the World Falls Down, Within You).[1]
- Gates McFadden, die später eine Hauptrolle in Raumschiff Enterprise – Das nächste Jahrhundert spielte, war für diesen Film als Choreographin tätig. Unter anderem erarbeitete sie die Ballsequenz und die Schlacht in der Koboldstadt.

## Kritik
„Teils fantasie- und humorvolle, teils schleppende Mischung aus Puppentrick- und Realfilm; das Interesse wird hauptsächlich durch die skurrilen Puppen und deren mitunter rüde Streiche wachgehalten.“

„Die Reise ins Labyrinth ist […] ein fabelhafter Film über die Reise eines jungen Mädchens in die Weiblichkeit, der moderne Technologie verwendet, um eine Geschichte im mythischen Stil zu beleuchten. Er ist in vielerlei Hinsicht eine bemerkenswerte Leistung.“